# Carney Chukwuemeka
Carney Chibueze Chukwuemeka (Eisenstadt, 20 de octubre de 2003) es un futbolista austriaco, nacionalizado británico, que juega en la demarcación de centrocampista para el Chelsea F. C. de la Premier League.

## Trayectoria
Empezó a formarse como futbolista en la cantera del Northampton Town F. C.. Después de varias temporadas en las categorías inferiores del club, finalmente se marchó a la disciplina del Aston Villa F. C. Debutó con el primer equipo el 19 de mayo de 2021 en un encuentro de la Premier League contra el Tottenham Hotspur F. C., partido que finalizó con un marcador de 1-2 tras los goles de Ollie Watkins, Steven Bergwijn y un autogol de Sergio Reguilón.
El 4 de agosto de 2022 fue traspasado al Chelsea F. C. días después de haberse anunciado un principio de acuerdo para su transferencia. Firmó por seis años. En el tercero de ellos fue prestado al Borussia Dortmund para el tramo final de la temporada.

## Estadísticas

### Clubes
Actualizado al último partido disputado el 28 de noviembre de 2024.
| Club                         | Div.          | Temporada     | Liga  | Liga  | Copas nacionales | Copas nacionales | Copas internacionales | Copas internacionales | Total | Total |
| Club                         | Div.          | Temporada     | Part. | Goles | Part.            | Goles            | Part.                 | Goles                 | Part. | Goles |
| ---------------------------- | ------------- | ------------- | ----- | ----- | ---------------- | ---------------- | --------------------- | --------------------- | ----- | ----- |
| Aston Villa F. C. Inglaterra | 1.ª           | 2020-21       | 2     | 0     | 0                | 0                | ―                     | ―                     | 2     | 0     |
| Aston Villa F. C. Inglaterra | 1.ª           | 2021-22       | 12    | 0     | 2                | 0                | ―                     | ―                     | 14    | 0     |
| Aston Villa F. C. Inglaterra | Total club    | Total club    | 14    | 0     | 2                | 0                | 0                     | 0                     | 16    | 0     |
| Chelsea F. C. Inglaterra     | 1.ª           | 2022-23       | 14    | 0     | 1                | 0                | 0                     | 0                     | 15    | 0     |
| Chelsea F. C. Inglaterra     | 1.ª           | 2023-24       | 9     | 1     | 3                | 1                | —                     | —                     | 12    | 2     |
| Chelsea F. C. Inglaterra     | 1.ª           | 2024-25       | 0     | 0     | 1                | 0                | 3                     | 0                     | 4     | 0     |
| Chelsea F. C. Inglaterra     | Total club    | Total club    | 23    | 1     | 5                | 1                | 3                     | 0                     | 31    | 2     |
| Total carrera                | Total carrera | Total carrera | 37    | 1     | 7                | 1                | 3                     | 0                     | 47    | 2     |

## Palmarés

### Títulos internacionales
| Título                      | Equipo        | Sede      | Año  |
| --------------------------- | ------------- | --------- | ---- |
| Liga Conferencia de la UEFA | Chelsea F. C. | Breslavia | 2025 |